# Хачатрян, Ашот Суренович
Ашо́т Суре́нович Хачатря́н (арм. Աշոտ Սուրենի Խաչատրյան; 3 августа 1959, Армянская ССР, СССР) — советский и армянский футболист. Всю игровую карьеру провёл в ереванском «Арарате». Мастер спорта международного класса (1980). Капитан команды «Арарат» в 1985-91 гг.
Окончил филологический факультет Ереванского педагогического института (1980) и Ереванский институт народного хозяйства (1987).

## Клубная карьера
В 1976 году окончил Ереванскую футбольную школу. Первый тренер — Ашот Гургенович Сарибекян. В том же году принят в дубль Арарата.
Осенью 1976 года дебютировал в высшей лиге. Однако полноценным игроком основы стал с 1978 года.
Играл в составе молодёжной сборной СССР. Стал вице-чемпионом мира в 1979 году, в финале опекал Диего Марадону, В 1980 году стал чемпионом Европы. С 5 медалями разного достоинства вместе с Ярославом Думанским является рекордсменом сборной по количеству медалей на юношеском и молодежном уровнях.
Был кандидатом в основную сборную СССР перед московской Олимпиадой. В игре против «Пахтакора» получил травму мениска, из-за которой продолжительное время лечился. В 1982 провел 4 игры за олимпийскую сборную СССР, после чего в сборные команды не вызывался.
В «Арарате» был штатным пенальтистом, много забивал с игры. После того как в 1989 году в Лужниках в игре против московского «Спартака» не сумел забить Станиславу Черчесову, пенальти в игре больше не пробивал.
В 1991 году подписал контракт на 1,5 с французским любительским клубом «AS Си-Ле-Мулено». Во Франции играл вплоть до окончания сезона 1995/96.
В 1996 году вернулся в Армению, возглавил клуб «Ван». Затем возглавлял клубы «Ереван» и «Аракс» (Арарат).

## Карьера в сборной
Дебютировал в составе сборной Армении 16 июля 1994 года в товарищеской игре против сборной Мальты. Матч проходил в Ереване на стадионе «Раздан» и закончился со счётом 1:0. Эта была третья игра сборной Армении в её истории. Игроков на поле в капитанской повязке выводил Хачатрян. В следующей игре против бельгийской сборной, также принимал участие, однако в последующих 5 матчах отсутствовал. Вновь вышел в составе сборной год спустя, 16 августа 1995 года против сборной Дании. В выездной игре, проходившей в Скопье против сборной Македонии, Хачатрян вышел на поле на 84-й минуте матча. Эта была его последняя игра в национальной команде.

## Достижения
«Арарат» (Ереван)
- Серебряный призёр чемпионата СССР: 1976 (весна)
- Финалист Кубка СССР: 1976
- Чемпион Европы среди юниоров: 1978
- Бронзовый призёр Юниорского чемпионата Европы: 1977
- Чемпион Европы среди молодёжных команд: 1980
- Бронзовый призёр Молодежного чемпионата Европы: 1982
- Серебряный призёр чемпионата мира среди молодёжных команд: 1979 (лучший защитник турнира)
- Список 33 лучших футболистов сезона в СССР: № 2 — 1979

## Семья
Женат. Жена Карина, дочь Лилит, сын Сурен.